# The Week in Religion
The Week in Religion era un programa de televisión estadounidense dedicado a hablar de temas religiosos, emitido por la fenecida cadena DuMont. Fue emitido desde 1952 hasta 1954. Le entregaba igual cantidad de tiempo a sus panelistas, que eran el rabino William S. Rosenbloom y los reverendos Robbins Wolcott Barstow y Joseph N. Moody. 
El programa, producido y distribuido por DuMont, se emitía los domingos en la noche, a las 6:00 p. m. en la mayoría de las afiliadas a DuMont. El programa fue cancelado en 1954.